# مایکل بوریس
مایکل بوریس (انگلیسی: Michael Boris؛ زادهٔ ۳ ژوئن ۱۹۷۵) بازیکن فوتبال اهل آلمان است.